# Byram
Byram é uma Região censo-designada localizada no estado americano de Mississippi, no Condado de Hinds.

## Demografia
Segundo o censo americano de 2000, a sua população era de 7386 habitantes.

## Geografia
De acordo com o United States Census Bureau tem uma área de 47,0 km², dos quais 46,2 km² cobertos por terra e 0,8 km² cobertos por água.

## Localidades na vizinhança
O diagrama seguinte representa as localidades num raio de 16 km ao redor de Byram. 